# Ann Patchett
Ann Patchett född 2 december 1963, är en amerikansk författare. 

## Biografi
Patchett föddes i Los Angeles, Kalifornien. Hon flyttade till Nashville, Tennessee när hon var fem och bor där fortfarande.
Hon studerade vid Harpeth Hall School i Nashville och därefter vid Sarah Lawrence College. Senare studerade hon vid Iowa Writers' Workshop och Fine Arts Work Center i Provincetown, Massachusetts, det var också här hon skrev sin första roman, The Patron Saint of Liars.

## Verk
Första gången Patchett fick något publicerat var i tidskriften The Paris Review. Det var redan under hennes collegeår.
I nio år arbetade Patchett för Seventeen Magazine. Hon skrev huvudsakligen faktaartiklar. Tidskriften publicerade endast omkring tjugo procent av de artiklar som hon skrev.  
År 1992 gav Patchett ut The Patron Saint of Liars. Romanen filmatiserades med samma titel 1998. 
Hon är känd för sin vänskap med författaren Lucy Grealy och har skrivit en memoar om deras relation, Truth and Beauty: A Friendship. Detta är hennes första fackbok.
Patchett har skrivit för ett flertal publikationer, till exempel The New York Times, The Washington Post, O, The Oprah Magazine, Elle, GQ, Gourmet och Vogue. Hon är redaktör för  2006 års volym av antologiserien The Best American Short Stories.

### Romaner
- The Patron Saint of Liars (1992)
- Taft (1994)
- The Magician's Assistant (1997)
- Bel Canto (2001)
- Run (2007)
- Commonwealth (2016)
- The Dutch House (2019)

### Ickefiktiva böcker
- Truth & Beauty: A Friendship (2004)
- What now? (2008)

### Utgivet på svenska
- Bel canto (2004)
- Någon vakar i natten (2009)
- I undrens tid (2013)
- Det holländska huset (2021)

## Priser och utmärkelser
- Orangepriset 2002 för Bel Canto